# Veules
De Veules staat bekend als het kleinste Franse riviertje dat rechtstreeks in zee stroomt. Hij is amper 1.150 meter lang. Hij is te vinden in de gemeente Veules-les-Roses in Normandië, waar hij ontspringt en waar hij ook in Het Kanaal uitmondt.